# Northwest Division (National Hockey League)
Northwest Division är en av sex divisioner i den nordamerikanska ishockeyligan National Hockey League (NHL), där den tillsammans med Central och Pacific Division bildar Western Conference. Northwest Division bildades inför säsongen 1998/1999 och innehöll från början fyra klubbar, men sedan säsongen 2000/2001 innehåller den följande fem klubbar:
- Calgary Flames
- Colorado Avalanche
- Edmonton Oilers
- Minnesota Wild
- Vancouver Canucks

## Divisionsmästare
Divisionsmästare blir det lag som vinner sin division under NHL:s grundserie
| - 1999: Colorado Avalanche - 2000: Colorado Avalanche - 2001: Colorado Avalanche - 2002: Colorado Avalanche - 2003: Colorado Avalanche - 2004: Vancouver Canucks - 2005: Ingen vinnare på grund av lockout - 2006: Calgary Flames - 2007: Vancouver Canucks - 2008: Minnesota Wild - 2009: Vancouver Canucks | - 2010: Vancouver Canucks - 2011: Vancouver Canucks - 2012: Vancouver Canucks |

## Northwest Division-titlar
- 6: Vancouver Canucks
- 5: Colorado Avalanche
- 1: Calgary Flames
- 1: Minnesota Wild

## Stanley Cup-mästare från Northwest Division
- 2000/2001 - Colorado Avalanche